# St. Simon und Judas Thaddäus (Wasserlosen)

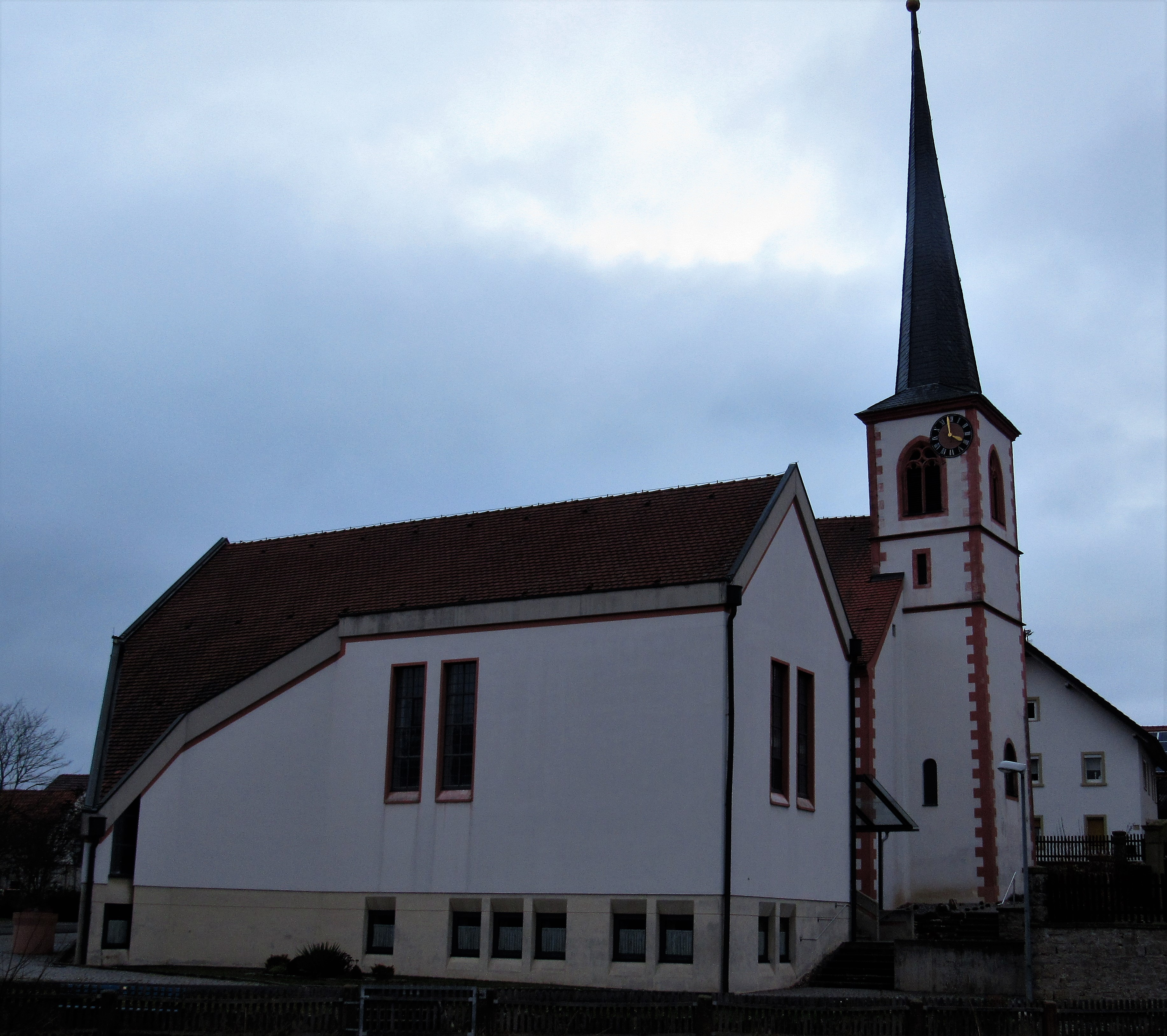
Die Kirche in Wasserlosen

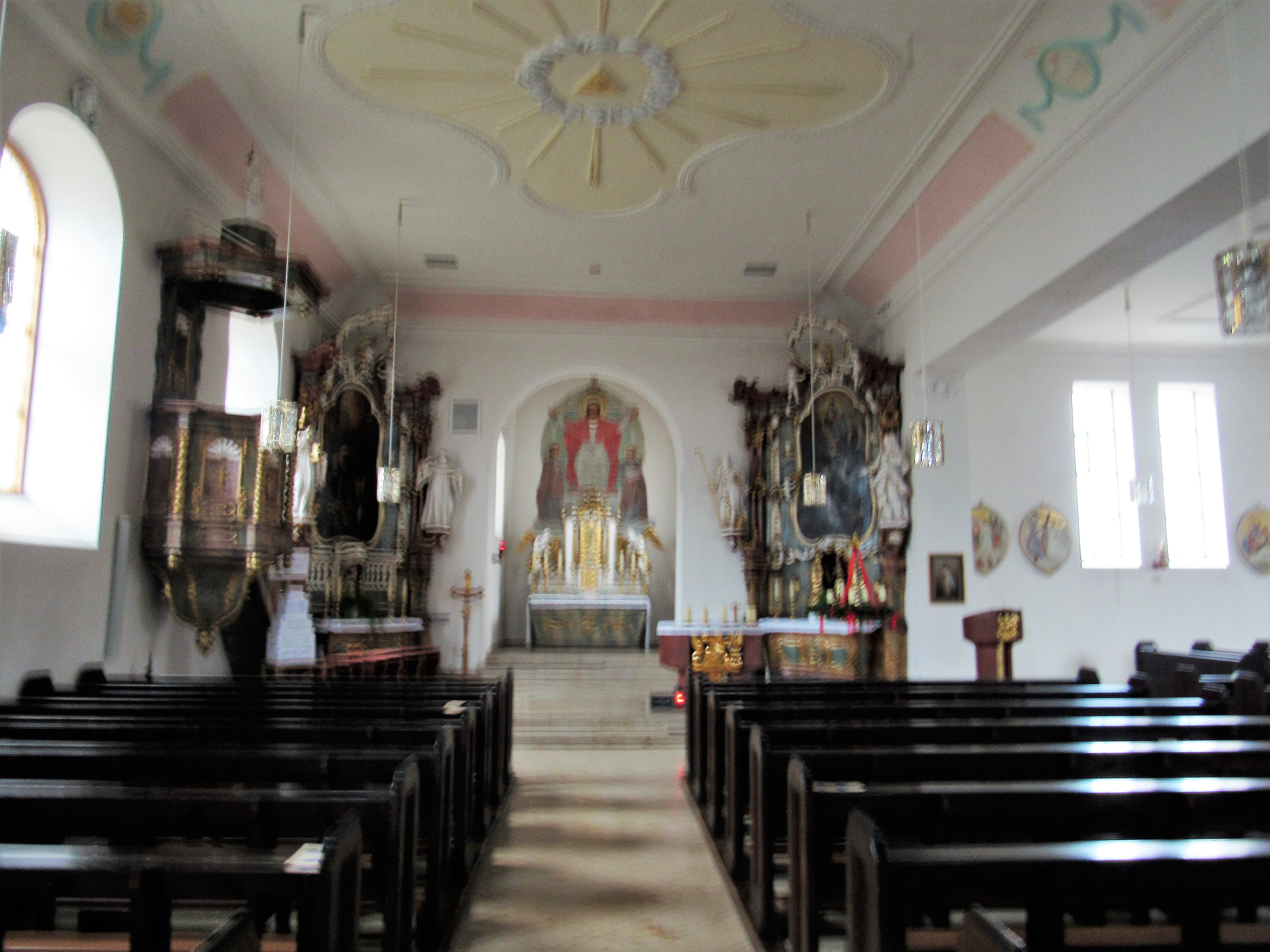
Inneres der Kirche

Die römisch-katholische Kuratiekirche St. Simon und Judas Thaddäus ist die Dorfkirche von Wasserlosen im unterfränkischen Landkreis Schweinfurt. Sie gehört zu den Baudenkmälern von Wasserlosen und ist unter der Nummer D-6-78-192-1 in der Bayerischen Denkmalliste registriert.

## Geschichte
Im Jahr 1574 wird erstmals eine Kirche in Wasserlosen erwähnt, die den Heiligen Simon und Judas Thaddäus geweiht ist. Der Kirchturm wurde als ältester Teil der Kirche 1602 unter Fürstbischof Julius Echter von Mespelbrunn mit dem typischen Spitzdach errichtet. Das Langhaus entstand im Jahr 1808.  1921 wurde es ein erstes Mal erweitert. Eine zweite Erweiterung fand im Jahr 1977 statt. Am 17. Januar 1979 weihte der Würzburger Weihbischof Alfons Kempf den deutlich vergrößerten Kirchenbau ein.

## Beschreibung und Ausstattung
Der östliche Chor befindet sich im Untergeschoss des Kirchturms. Das ursprüngliche (Richtung Westen verlängerte) Langhaus ist nun auch in südlicher Richtung durch einen Anbau erweitert, der nach außen wie zwei zusätzliche Kirchenschiffe wirkt. Der dem Aussehen nach klassizistische Hochaltar mit zwei Engeln neben dem Tabernakel wurde im Jahr 1893 aus der Kirche von Eßleben erworben. Hinter ihm befindet sich ein Wandgemälde, das Christus in der Mitte der Kirchenpatrone zeigt. Die Seitenaltäre im Rokokostil sind Werke von Peter Wagner und stammen aus dem Kloster Himmelspforten. Ihre Gemälde fertigte Nikolaus Treu im Jahr 1762 an. Die Seitenfiguren sind die Heiligen Luitgard und Franziska (links) sowie Joachim und Anna (rechts). Unter dem Gemälden stehen die vergoldeten Figuren des Christus Salvator (links) und der Muttergottes (rechts). Die Kanzel ist gleichfalls dem Rokoko zuzurechnen. Der Taufstein ist in den südlichen Anbau versetzt. Über ihm sind gleichfalls vergoldete Figuren der Heiligen Maria und Josef angebracht. Die Orgel ist auf der westlichen Empore aufgestellt.

## Geläut
Das Geläut besteht aus zwei Glocken. Die ältere davon mit dem Schlagton h´ trägt den Namen der Kirchenpatrone. Die Marienglocke mit dem Schlagton a´ kam im Jahr 1952 in den Turm.

## Weblink
- Die Kirche im Internetauftritt der Pfarreiengemeinschaft Maria Hilf Wasserlosen